# Suzanne Silvercruys
Suzanne Silvercruys (Maaseik, 29 mei 1898 – 31 maart 1973) was een Belgisch-Amerikaanse beeldhouwster en politiek activiste. Tijdens de Eerste Wereldoorlog werd ze in de Verenigde Staten bekend als the little Belgian girl door haar grote inzet voor geldinzamelacties ten voordele van de Belgische oorlogsslachtoffers.

## Biografie
Suzanne Silvercruys groeide op in villa Egelsberg te Maaseik. Haar vader Frantz (François) baron Silvercruys was rechter bij het Belgische Hof van Cassatie en haar broer Robert baron Silvercruys was een Belgisch diplomaat.
Tijdens de Eerste Wereldoorlog verhuisde ze in 1915 samen met haar man en zus naar de Verenigde Staten. In 1917 was ze er toeschouwer bij een vergadering ten voordele van de organisatie "Relief Fund Belgium", dat geld inzamelde om de hongersnood in België te bestrijden. Omdat de uitgenodigde hoofdspreker niet aanwezig kon zijn, werd haar gevraagd te spreken over de schrijnende oorlogstoestanden in haar geboorteland. Ze kreeg een staande ovatie voor haar passionele toespraak en spontaan werd er een collecte gehouden. Op vraag van de Belgische ambassadeur in Washington ging Silvercruys spreken voor verenigingen en scholen over geheel het land en werd zo het uithangbord van een gigantische inzamelactie van 1 miljoen dollar, wat haar de bijnaam "the little Belgian girl" gaf. België bekroonde haar voor haar verdiensten met de Leopoldsorde en de Kroonorde. Ook in de Tweede Wereldoorlog zette Silvercruys zich in voor inzamelacties.
In 1922 bekwam Silvercruys de Amerikaanse nationaliteit en werd ze politiek actief in de Republikeinse Partij in Connecticut. In 1949 was ze stichtster en eerste voorzitster van Minute Women of the U.S.A. dat communisme bestreed.
In 1928 studeerde Silvercruys af aan de kunstafdeling van de Yale-universiteit, met beeldhouwkunst als hoofdvak. Silvercruys maakte beeldhouwwerken van onder meer president Hoover, koningin Astrid en Audrey Hepburn. Daarnaast schilderde ze ook portretten.
Silvercruys scheidde van Henry W. Farnam jr. en hertrouwde met de Amerikaanse legerkolonel Edward Ford Stevenson. Ze woonde in Tucson (Arizona) toen ze in 1973 overleed op 74-jarige leeftijd.